# 沙巴州博物馆
沙巴州博物馆是马来西亚沙巴州的州立博物馆，坐落于该州首府亞庇的旧皇宫山（Bukit Istana Lama）上，占地17公頃（42英畝）。

## 历史
在非营利组织沙巴学会（The Sabah Society）的努力下，沙巴州博物馆于1965年7月15日在亚庇加雅街的一间店屋里建立。乔治·凯斯卡特·伍利收藏的照片、日记和其他艺术品被遗赠给沙巴州政府，它们成为了博物馆的主要收藏。博物馆的第一位馆长、策展人是E·J·贝里克（E. J. Berwick）。至1981年，沙巴州博物馆由沙巴州社区服务部（State Ministry of Community Services）管理。同年6月1日，在沙巴首席部长哈里斯沙烈的倡议下，沙巴州博物馆新馆舍开工建设，耗资3120万令吉。次年，博物馆的管理改隶属至沙巴州文化、青年和体育部（State Ministry of Culture, Youth and Sports）。1984年4月11日，第七任马来西亚最高元首苏丹阿末沙在访问沙巴州时，主持了新馆舍的开幕，沙巴州博物馆迁入了新馆舍。

## 特色
沙巴州博物馆坐落于州回教堂后的旧皇宫山（Bukit Istana Lama）上，以龙古斯族及姆律族的長屋的形式而建。除了收藏历史资料、珍贵展品、手工艺品以外，这里还展示了沙巴州内六大族群的传统房屋。
这个综合体不仅包括博物馆本身，还包括一个民族植物园、一个动物园和一个民俗村。沙巴美术馆也坐落于此。此外，还有一个涵盖伊斯兰文明、考古学和历史、自然历史、陶瓷和铜器等领域的艺术画廊。博物馆内还设有科学中心，展出了大量关于原油和石油工业的资料。博物馆的使命是搜集、维护、保存并记录来自沙巴州各地的民族志、考古学、历史、钱币、艺术历史、植物学、动物学和矿物学藏品，并就沙巴州的历史、文化、社会和自然历史等重要而有趣的方面进行研究。

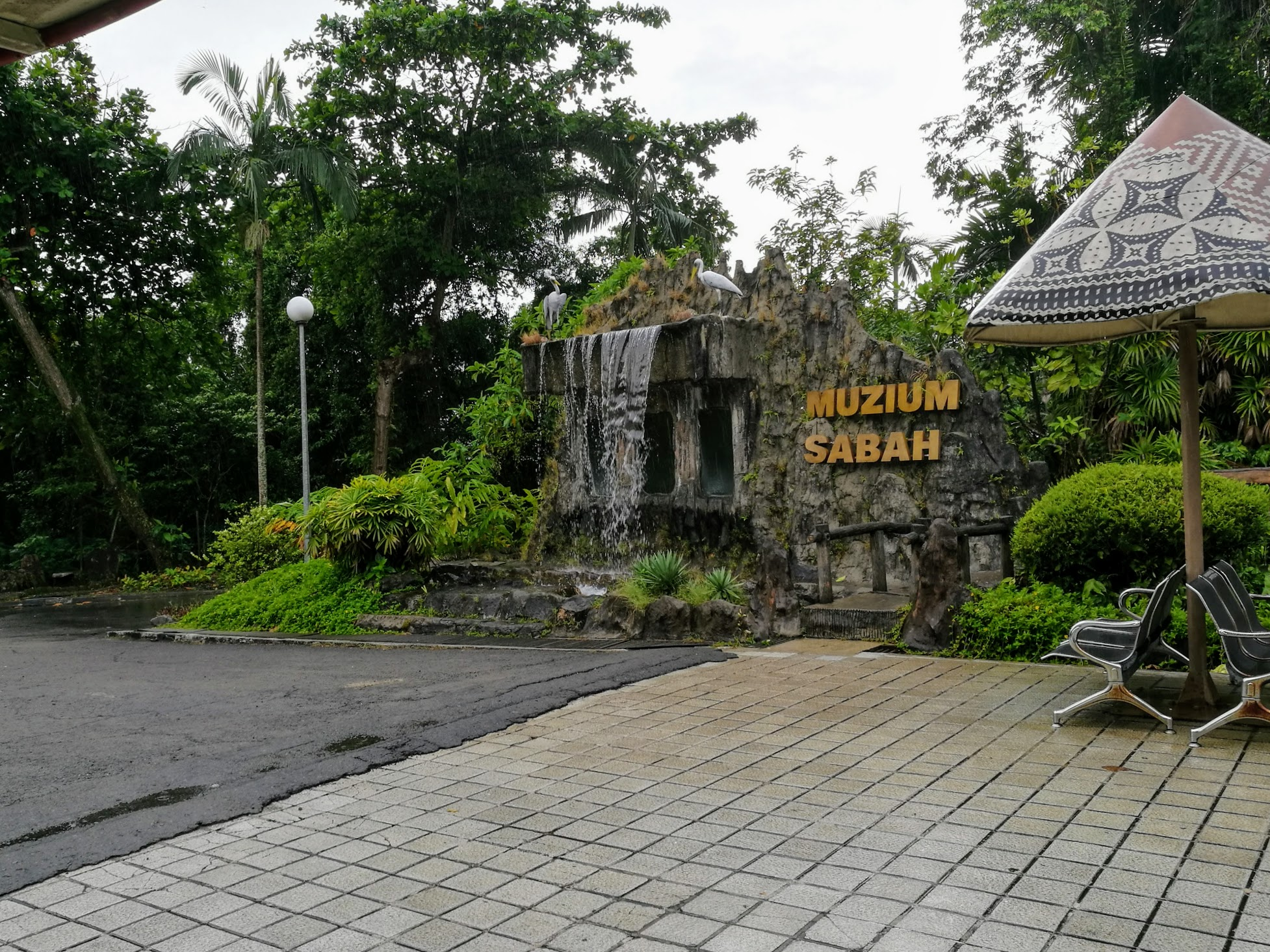
博物馆入口处的瀑布。
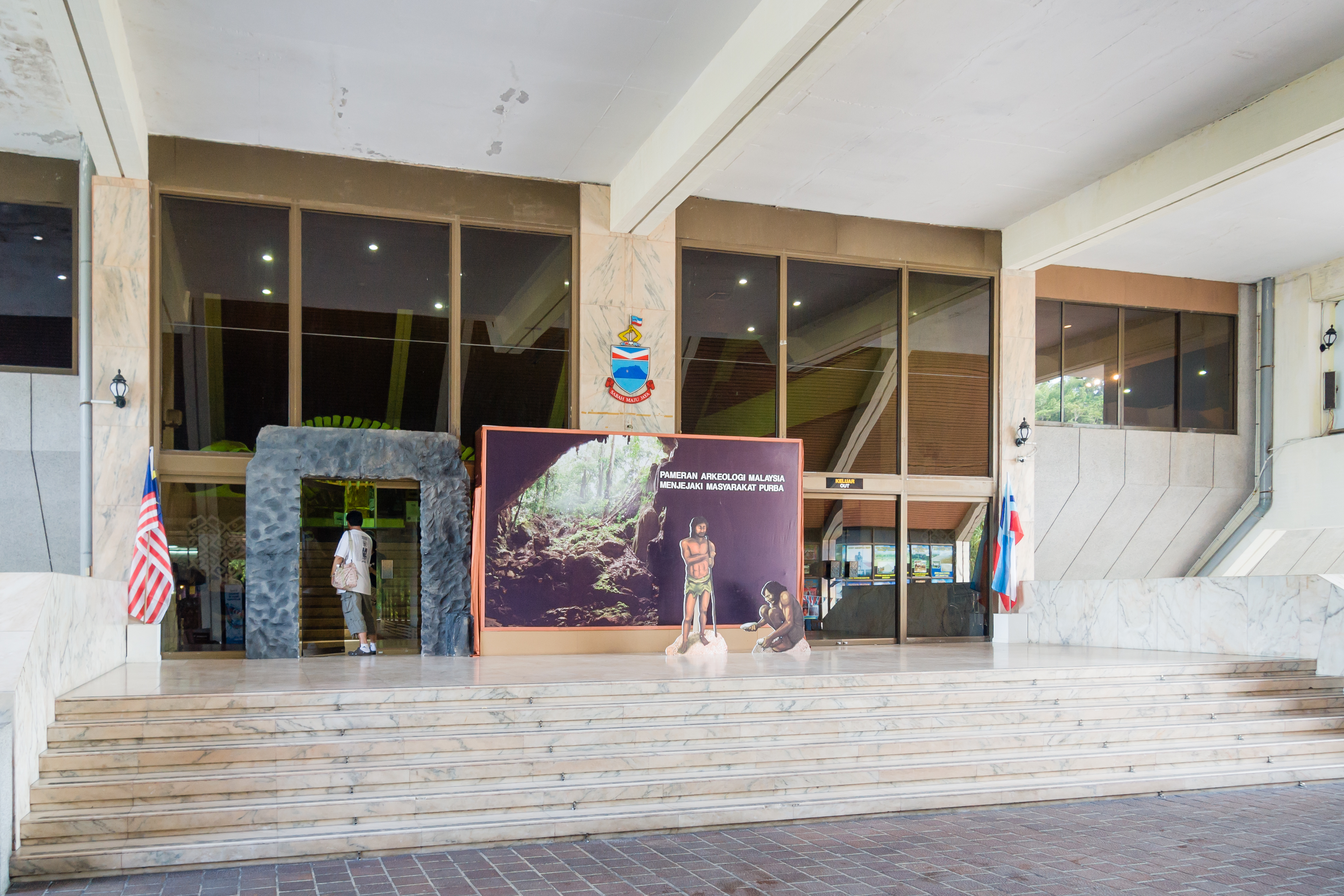
博物馆正门。
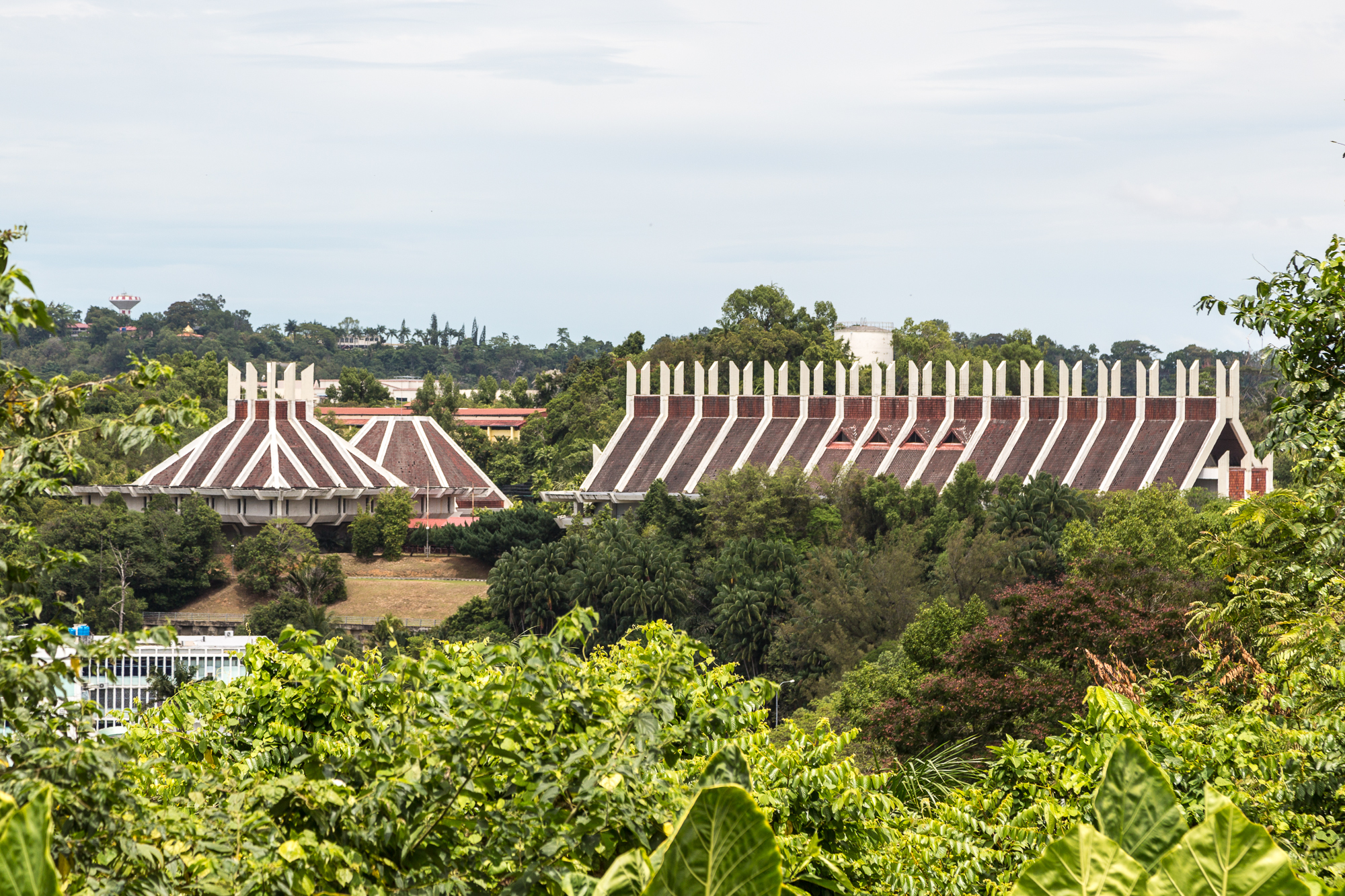
远眺沙巴州博物馆。
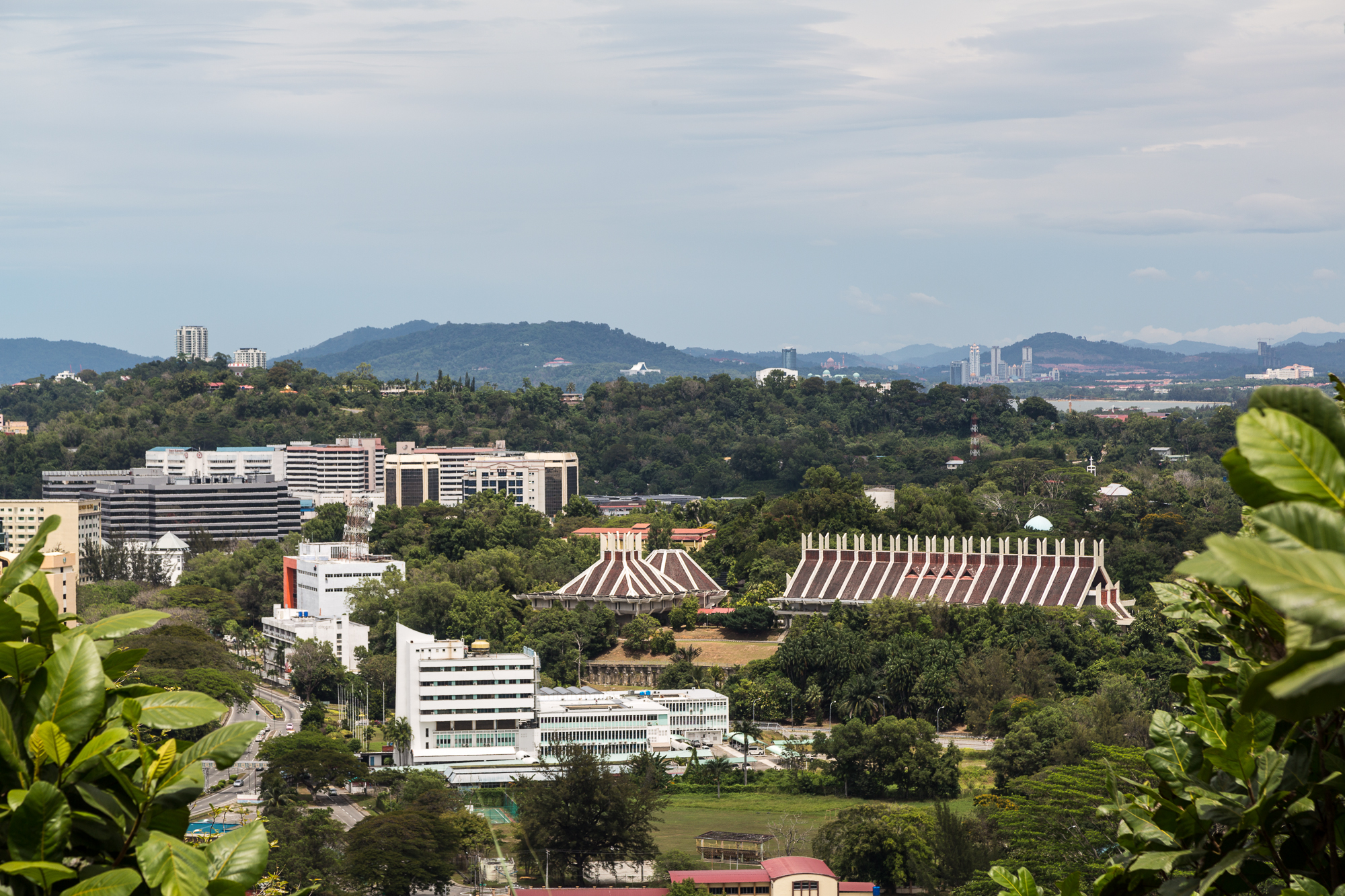
远眺沙巴州博物馆。